# Hacıselli
Hacıselli (ryska: Гаджыселли) är en ort i Azerbajdzjan.   Den ligger i distriktet Yevlax Rayonu, i den centrala delen av landet, 240 km väster om huvudstaden Baku. Hacıselli ligger 21 meter över havet och antalet invånare är 1 363.
Terrängen runt Hacıselli är huvudsakligen platt, men norrut är den kuperad. Terrängen runt Hacıselli sluttar söderut. Runt Hacıselli är det tätbefolkat, med 613 invånare per kvadratkilometer.. Närmaste större samhälle är Mingelchaur, 7,3 km nordväst om Hacıselli. 
Trakten runt Hacıselli består till största delen av jordbruksmark.